# Дело прошлое…
«Дело прошлое…» — советский рисованный мультипликационный фильм 1989 года, созданный на Свердловской киностудии по заказу Гостелерадио СССР режиссёром Оксаной Черкасовой по мотивам уральского фольклора.

## Сюжет
В деревню, в дом бабушки Нюры, приезжает мужик из города — Наследник, лихой и наглый. Наследство ему бабушкино не понравилось. Подружка бабушки Нюры решает внучка проучить, пускает в дом кикимор Акульку с Дунькой. Ночью они устраивают песни и пляски, переворачивают дом вверх дном, чтобы Наследник вспомнил детство и одумался.

## Создатели
- Сценарий — Надежда Кожушаная
- Режиссёр — Оксана Черкасова
- Художник-постановщик — Валентин Ольшванг
- Оператор — Сергей Решетников
- Художник-аниматор — Андрей Золотухин
- Художники — Алексей Караев, Александр Петров, Олег Бухаров, Ольга Князева, Татьяна Даниленко, Татьяна Волкова, А. Суворина, Л. Путятина, Яна Хабарова.
- Монтажёр — Л. Путятина
- Звукооператор — Виктор Геррат
- Текст читала Елена Волоскова
- Музыкальное оформление ансамбля «Народная опера» п/у Б. Базурова
- Директор — Валентина Хижнякова

## Художественные особенности
Фильм сделан в технике рисованная мультипликация.
«Наши мультфильмы», Ирина Марголина:

Ольшванг впервые рисовал на кальке, положенной на деревяшку, чтобы проступала фактура дерева.

«Новейшая история отечественного кино», Елена Грачёва: 

Черкасова наделила персонажей беспримесным мифологическим сознанием, которое ухитрялась добывать из скупых отчетов этнографических экспедиций. Или, к примеру, из домовой крестьянской росписи в народном музее под Алапаевском. Фольклор станет для режиссёра не столько источником для сюжетов (хотя и это тоже), сколько типом видения, способом прозревать изначальное, основополагающее. Что ощущается даже в рисунке, грубом, отчетливом штрихе, которым художники-аниматоры заполняют кадр в картинах Черкасовой.

## Призы и награды
- 1990
  - ВКФ изобразительного мастерства кино в Свердловске
  - Первый приз за лучшую работу художника-постановщика
- 1991
  - Кинофестиваль «ФесАн», приз «Золотой Полкан»
  - МКФ «КРОК»
    - Приз жюри Гильдии критиков
    - Специальный приз жюри

  - МКФ в Пярну: первый приз[3]

## Публикации сценария
- Надежда Кожушаная, собрание сочинений «Зеркало для героя» в двух томах. Том первый «Самый первый счастливый день», Центр культуры и просвещения «СЕАНС», Санкт-Петербург, 2017 г.
- Надежда Кожушаная, книга киносценариев «Кино — работа ручная», Издательство «СОВА», Москва, 2006 г.